# Jeonghui
Jeonghui (koreanisch: 정희) (* 8. Dezember 1418 in Hanseong, Joseon; † 6. Mai 1483 in Hanseong, Joseon) war Königin und Frau des 7. Königs der Joseon-Dynastie (조선 왕조) (1392–1910), König Sejo (세조) und die erste Königin des Joseon-Reiches (조선), die zeitweise das Land regierte. Sie wurde dafür als „Regentin hinter dem Bambusvorhang“ bezeichnet, da sie stellvertretend für ihren Sohn und später für ihren Enkel die Staatsgeschäfte lenkte.

## Leben
Königin Jeonghui war die Tochter von Yun Beon (윤번), einem Yeonguijeong (영의정) (Rat des Königreiches), der unter König Sejong (세종) in einer der obersten Positionen der Hierarchie am Hofe seinen Dienst versah. Ihre Mutter entstammte dem Papyeong Yun Klan (파평 윤), der während der Goryeo-Dynastie (고려왕조) zahlreiche hochstehende Höflinge am Königshof stellten. Jeonghui, zwar gebildet, gab später einmal an, dass sie des klassischen Chinesisch nicht mächtig war, hingegen aber das koreanische Alphabet, Hangeul (한글), beherrschte, das erst seit 1446 in Joseon bekannt war.
Im Jahr 1428 heiratete sie Prinz Suyang (수양), den späteren König Sejo, und wurde als Nangnangbu daebuin (낭낭부 대부인) (königliche Hoheit von Nangnang) am Hofe eingeführt. Aus der Ehe gingen zwei Söhne und eine Tochter hervor. Der zweitgeborene Sohn folgte später nach seines Vaters Tod als König Yejong (예종) auf den Thron.
Als Prinz Suyang in einer Verschwörung gegen seinen Neffen König Danjong (단종) die Macht am Hofe übernommen hatte und sich im Juni 1455 als König Sejo krönen ließ, wurde Jeonghui Königin des Joseon-Reiches. Sejo starb bereits dreizehn Jahre nach seiner Thronbesteigung. Yi Hwang (이황), sein zweitgeborener Sohn, folgte ihm als König Yejong im Alter von 19 Jahren auf dem Thron.
Königin Jeonghui, schon zum Ende der Regentschaft ihres kränkelnden Mannes in Staatsgeschäften involviert, griff, da ihr Sohn zum Regieren noch zu unerfahren war, während seiner nur 14 Monate dauernden Regentschaft als Königinmutter aktiv in die Politik des Landes ein. Nach dem Tod ihres Sohnes sorgte sie dafür, das ihr Enkelsohn Prinz Jasan (자산) (Geburtsname Yi Hyeol (이혈)) mit nur 13 Jahren als Seongjong (성종) zum König gekrönt wurde. Dies geschah, obwohl einige Prinzen in der Thronfolge eher zum Zuge hätten kommen müssen, in einer geheimen Absprache zwischen Königin Jeonghui und Han Myeong-hoe, der eine hochgestellten Persönlichkeit am Hofe und gleichzeitig Schwiegervater des Prinzen Jasan war. Der erfolgreiche Schachzug gab Jeonghui als Königingroßmutter weitere Macht und Einfluss am Hofe sowie auf die Regierungsgeschäfte des Landes.
Im zweiten Jahr nach Seongjongs Inthronisierung, erklärte er Jeonghui und einige Eliten des Hofes zu verdienstvollen Persönlichkeiten des Landes, wodurch ihnen besondere Privilegien und Macht zuteilwurden. 1476, im 7. Regierungsjahr von König Seongjong erklärte Königingroßmutter Jeonghui, dass ihr Enkelsohn nun alt genug zum Regieren war und gab damit ihren Rückzug von den Regierungsgeschäften bekannt. Während ihrer siebenjährigen Regierungszeit wurde der Gyeongguk daejeon (경국 대전) (Gesetzbuch für die staatlich Verwaltung) erlassen und der Samgang haengsil (삼강 행실) (Verhaltenscodex), um konfuzianische moralische Bildung zu fördern erstellt, buddhistische Tempel in der Hauptstadt geschlossen und die Maßnahmen der antibuddhistischen politischen Linie in der Politik des Landes verstärkt. Auch wurden Ehen zwischen Paaren mit gleichen Familiennamen verboten, die öffentliche Fürsorge verbessert und die Kultivierung der Seidenraupenzucht für die Landwirtschaft weiter entwickelt. Keine dieser Maßnahmen wurden direkt von Königingroßmutter Jeonghui angeordnet. Im Gegensatz dazu verstand sie es, die zuständigen Minister sanft aber beharrlich zu überzeugen und hielt sie von negativen Einflüssen ihrer Verwandten des Klans fern. Dadurch gab es keine ernstzunehmenden Dispute am Hofe. Auch passte sie sich geschickt den politischen Gegebenheiten an, um gleichzeitig ihren Einfluss auszuweiten und ihre Ziele weiterzuverfolgen. Sie war der stabilisierende Faktor für den Thron und das Königreich.

## Tod und Begräbnis
Im ersten Jahr nach König Yejongs Inthronisierung, ließ Königin Jeonghui 1469 das Grabmal ihre Gemahls König Sejo zum Berg Unaksan (우낙산) nach Namyangju (남양주), Gyeonggi-do (경기도) verlegen. Als sie selbst 1483 verstarb, wurde sie in dem königlichen Grabmal Gwangneung (광능) neben ihrem Gemahl beigesetzt.